# John Scott (1er comte de Clonmell)
Pour les articles homonymes, voir John Scott.
John Scott (8 juin 1739-23 mai 1798) est un avocat et juge irlandais. Parfois connu sous le nom de "Copperfaced Jack", il est Lord Chef Justice du banc du roi en Irlande de 1784 à 1798. Connu sous le nom de Lord Earlsfort entre 1784 et 1789 et  il est titré comme vicomte Clonmell.

## Jeunesse
Il est le troisième fils de Thomas Scott (décédé en 1763) de Scottsborough (composé des villes de Mohubber, Modeshill et Urlings), comté de Tipperary, et de son épouse, Rachel (décédée en 1784), fille de Mark Prim (décédé en 1745) de Johnswell, comté de Kilkenny. Ses parents sont cousins, étant deux des petits-enfants de Nicholas Purcell (13e baron de Loughmoe) (en). Son frère aîné est l'oncle de Bernard Phelan, qui a fondé Château Phélan Ségur, et le doyen John Scott, qui a d'abord planté les jardins ouverts au public à Ballyin, dans le comté de Waterford, et est marié à une nièce de l'allié politique de Clonmell, Henry Grattan. 
Au Kilkenny College, John Scott résiste au bourreau d'un garçon nommé Hugh Carleton, qui a grandi pour devenir Hugh Carleton (1er vicomte Carleton), le confrère juge en chef de Scott. Ils deviennent de bons amis et le père de Carleton, qui est connu comme le «roi de Cork», en raison de sa richesse et de son influence, l'invite chez lui et devient le patron de Scott. En 1756, M. Carleton envoya les deux jeunes hommes, avec des allocations égales, étudier au Trinity College de Dublin puis au Middle Temple de Londres. Après avoir été admis au barreau irlandais en 1765, l'éloquence de Scott lui vaut un poste qui lui permet de payer 300 £ par an à son patron, Francis Carleton, qui, en raison d'une série de mauvaises affaires, avait été déclaré en faillite. Il continue à soutenir avec gratitude son patron jusqu'à ce que Hugh Carleton soit financièrement en mesure d'insister pour qu'il prenne en charge les paiements à son père. Scott plus tard, se retourne contre Hugh, le décrivant dans son journal comme un "misérable sans valeur". 

## Carrière
Admis au King's Inns en 1765, il a le droit d'exercer la profession d'avocat. En 1769, il est élu député de Mullingar, siège qu'il occupe jusqu'en 1783. L'année suivante, il est nommé chevalier de l'ordre de Saint-Patrick. En 1772, il est conseiller du Board of Revenue, un poste extrêmement lucratif: en retour, il devait défendre la politique du gouvernement, ce qu'il fait avec beaucoup d'énergie. En 1774, il est nommé solliciteur général (1774–1777) pour l'Irlande. Trois ans plus tard, il est nommé conseiller privé et procureur général de l'Irlande (1774-1782). Il est destitué de ce dernier poste en 1782 pour avoir refusé de reconnaître le droit de l'Angleterre à légiférer pour l'Irlande. En 1775, il obtient le diplôme honorifique de docteur en droit (LL. D.) par Trinity College, Dublin. Il occupe le poste de Premier sergent-avocat d'Irlande entre 1777 et 1782. Il est greffier aux plaidoiries de la Cour de l'Échiquier (Irlande) en 1783 et a été élu député de Portarlington entre 1783 et 1784. 
En 1784, Scott est créé 1er baron Earlsfort de Lisson-Earl, comté de Tipperary, après sa nomination comme lord juge en chef du banc du roi. En 1789, il est créé 1er vicomte Clonmell, de Clonmel, comté de Tipperary et en 1793, il est créé 1er comte de Clonmell. Dans les années 1790, il a un revenu annuel de 20 000 £. En raison de la consommation excessive d'alcool et de la suralimentation, il est devenu obèse, ce qui a sans aucun doute contribué à sa mort prématurée, bien que son journal montre qu'il a pris de bonnes résolutions fréquentes pour mener une vie plus tempérée. Il a écrit qu'un trop grand nombre de ses collègues, y compris Philip Tisdall, son prédécesseur en tant que procureur général, étaient décédés faute d'avoir modéré leur consommation d'alcool en vieillissant, mais il semble qu'il ne pouvait pas suivre ses propres bons conseils. On pense également que sa consommation excessive d'alcool est responsable du visage rouge qui lui a valu le surnom de "Jack à face de cuivre" (qui est rappelé dans une célèbre boîte de nuit de Dublin). 
Selon le capitaine de l'escrime, le capitaine Anthony Gordon, l'idée de l'invention de l'escrime à la baïonnette en Irlande (et dans toutes les îles britanniques) est venue de Scott et n'a été développée et propagée que plus tard par Gordon. Le traité d'escrime irlandais "Quelques remarques mathématiques et critiques sur l'épée" (Dublin: 1781), est dédié à Scott. Dans ses premières pages, l'auteur lui écrit: "si je ne connaissais qu'un seul homme dans le royaume, pour avoir un jugement plus sain et une imagination plus fine, un cœur plus humain et élargi, et un bras plus fougueux et plus judicieux, j'aurais dû été encore plus présomptueux que moi, en préfixant VOTRE NOM à une production aussi insignifiante. " Pendant son mandat de procureur général, Scott défend publiquement la coutume du duel et encourage la tolérance légale envers les duellistes qui avaient agi honorablement et combattu pour une bonne cause. Cependant, Scott a agi défavorablement envers le duelliste tristement célèbre George Robert "Fighting" Fitzgerald, qui a publié un poème alors qu'il était en prison en train de pester et d'attaquer Scott . 
Il considérait la plupart de ses collègues judiciaires avec suspicion et aversion, même pour d'anciens amis comme Hugh Carleton. De ses collègues juniors à la Cour du Banc du Roi (Irlande), il admire Samuel Bradstreet, mais a rejette William Henn (avec une certaine justification) comme un idiot, tandis que John Bennett, un homme réputé pour son indépendance d'esprit, est son ennemi. Après 1792, à la suite de la mort de Bennett et de la retraite de Henn, Scott est finalement devenu maître à part entière dans sa propre cour. Son rival William Downes (1er baron Downes), qui est devenu Lord Chief Justice en 1803, qu'il décrit comme "rusé et vain, et quelqu'un qui me souhaite du mal". 
À la Cour, ses manières sont arrogantes et il traite souvent les avocats avec un manque total de courtoisie. Son impolitesse envers un avocat du nom de Hackett conduit le barreau à adopter une résolution selon laquelle aucun avocat ne comparaîtrait devant sa Cour jusqu'à ce qu'il s'excuse. Clonmell n'a eu d'autre choix que de se soumettre. 
En 1797, lors de la dernière conversation qu'il aurait eue avec le cousin de sa femme, Valentine Lawless (2e baron Cloncurry), il s'est exclamé: `` Mon cher Val, j'ai été un homme chanceux dans la vie. Je suis juge en chef et comte; mais, croyez-moi, je préfère commencer le monde en tant que jeune (ramoneur). Il meurt l'année suivante le 23 mai 1798 .

## Héritage
Scott vivait à Clonmell House, 17 Harcourt Street, Dublin. Il a également conservé une résidence de campagne, Temple Hill House, dans le comté de Dublin. Clonmell Street à Dublin est nommée en son honneur, tout comme Earlsfort Terrace, également à Dublin. Il a également acquis la réputation d'être un duelliste expérimenté. 
En 1768, il épouse la veuve Mme Catherine Anna Maria Roe (décédée en 1771), fille de Thomas Mathew, du château de Thomastown, comté de Tipperary et sœur de Francis Mathew (1er comte Landaff). En 1779, il se remarie avec Margaret Lawless (1763–1829), fille et héritière de Patrick Lawless, de Dublin, banquier. Il laisse un fils et héritier, Thomas Scott (2e comte de Clonmell), et une fille, Charlotte, de son deuxième mariage. Charlotte épouse John Reginald Lygon, 3e comte Beauchamp en 1814, mais n'a pas eu d'enfants . 